# Aguçadoura
Aguçadoura is een plaats (freguesia) in de Portugese gemeente Póvoa de Varzim en telt 4530 inwoners (2001).

## Geboren
- Rui Costa (5 oktober 1986), wielrenner